# Sarsiflustra japonica
Sarsiflustra japonica is een mosdiertjessoort uit de familie van de Flustridae. De wetenschappelijke naam van de soort is voor het eerst geldig gepubliceerd in 1938 door Silén.